# Suetonius
Gaius Suetonius Tranquillus (okolo 75 Hippo Regius, Alžírsko – 130 – 140) byl římský polyhistor. 
Působil jako obhájce a učitel gramatiky. V letech 119 – 121 byl císařským tajemníkem, ale pro příliš blízký vztah s císařovnou upadl v nemilost a musel se vzdálit od dvora.

## Dílo
- Prata, 10 knih encyklopedie. Zachovaly se pouze zlomky.
- De vita Caesarum, (česky Životopisy dvanácti císařů 1974), 8 knih, jednalo se o životopis prvních dvanácti římských císařů (tj. od Caesara po Domitiána – 96) zachoval se životopis prvních osmi císařů. Nejedná se ani tak o historické dílo jako spíš o sebrané vtipy a jiné historky o těchto císařích. Toto dílo je pro poznání dané doby důležité, ale stalo se vzorem pro historickou literaturu a tak se vlastně podílelo na úpadku římského dějepisectví. Tento styl životopisů se prosadil i do pozdější evropské literatury a prakticky až do baroka byl vzorem pro psaní životopisných děl.
- De viris illustribus, (česky O význačných literátech 1974) několikadílné literárně-historické dílo, které pojednávalo o literatuře a rétorice do císaře Domitiána. Z tohoto díla se zachovalo pouze několik zlomků, dílo je však známo z celé řady citací pozdějších autorů.

Suetonius napsal ještě celou řadu menších spisů (nejen latinsky, ale i řecky), ze kterých se většinou zachovaly jen zlomky. Tato díla však neměla větší význam.